# Inégalités de Weyl
En mathématiques, deux résultats sont connus sous le nom d'inégalité de Weyl. Le premier concerne le domaine de la théorie des nombres tandis que le second est un résultat sur le spectre de matrices hermitiennes perturbées.

## Inégalité de Weyl en théorie des nombres
Nommée d'après le mathématicien Hermann Weyl, l'inégalité de Weyl-van der Corput, en théorie des nombres, affirme que :
Inégalité de Weyl-van der Corput —  Pour tous entiers {\displaystyle N\geq 1} et {\displaystyle Q\geq 1} et toute suite complexe {\displaystyle \{z_{n}\}_{n=1}^{N}}, on a :
En particulier, dans le cas d'une somme exponentielle :
Inégalité de Weyl — Si {\displaystyle p} et {\displaystyle q} sont des entiers avec {\displaystyle p} et {\displaystyle q} premiers entre eux et {\displaystyle q>0}, et si {\displaystyle f} est une fonction polynomiale de degré {\displaystyle k} à coefficients réels dont le coefficient dominant {\displaystyle a} satisfait :
Alors, pour tout nombre réel strictement positif {\displaystyle \epsilon >0}, pour tout entier {\displaystyle M} ,  
Cette inégalité n'est intéressante que lorsque {\displaystyle q<N^{k}}. Pour les autres cas, l'estimation du module de la somme exponentielle en utilisant l'inégalité triangulaire donne une meilleure borne.

## Inégalité de Weyl sur les matrices
En algèbre linéaire, l'inégalité de Weyl est un résultat qui porte sur les valeurs propres d'une matrice hermitienne perturbée. 
Soit {\displaystyle E} un {\displaystyle \mathbb {K} } espace vectoriel ({\displaystyle \mathbb {K} =\mathbb {R} } ou {\displaystyle \mathbb {C} }) de dimension {\displaystyle n}. Si {\displaystyle M} est une matrice symétrique (ou hermitienne), on note  {\displaystyle \lambda _{1}(M)\leq \cdots \leq \lambda _{n}(M)} ses valeurs propres. On note {\displaystyle E_{k}} l’ensemble des sous-espaces vectoriels de dimension {\displaystyle k} de {\displaystyle E}. On note {\displaystyle S} la sphère unité de {\displaystyle E} pour la norme euclidienne.
On a alors les formules suivantes :
La matrice {\displaystyle P} représente la perturbation qui s'ajoute à la matrice {\displaystyle M}. Il s'agit d'une matrice de même dimension que {\displaystyle M}.
Inégalité de Weyl — Si {\displaystyle M} et {\displaystyle P} sont hermitiennes, on en déduit les inégalités de Weyl ; 
On remarque qu'on peut ordonner les valeurs propres car les matrices sont hermitiennes et donc leurs valeurs propres sont réelles.
En particulier, si {\displaystyle P} est définie positive, i.e. si toutes ses valeurs propres sont strictement positives, on a alors :
Inégalité de Weyl - entre valeurs propres et valeurs singulières — Soit {\displaystyle M} une matrice de taille {\displaystyle n\times n} à coefficients dans {\displaystyle \mathbb {C} } dont les valeurs singulières sont ordonnées comme suit : {\displaystyle \sigma _{1}(M)\geq \cdots \geq \sigma _{n}(M)\geq 0} et les valeurs propres ainsi {\displaystyle |\lambda _{1}(M)|\geq \cdots \geq |\lambda _{n}(M)|}. Alors 
pour tout {\displaystyle k\in {1,\dots ,n}} et il y a égalité lorsque {\displaystyle k=n}.

## Applications

### Application lipschitzienne
L'application {\displaystyle M\mapsto \lambda _{k}(M)}, qui à toute matrice hermitienne associe une valeur propre, est 1-lipschitzienne.

### Estimation de la perturbation du spectre
Supposons que la matrice {\displaystyle P} soit bornée, au sens où l'on sait que sa norme spectrale (ou toute autre norme matricielle, toutes les normes étant équivalentes en dimension finie) satisfait {\displaystyle \|P\|_{2}\leq \epsilon }. Alors, il en découle que toutes ses valeurs propres, {\displaystyle \lambda _{1}(P),\dots ,\lambda _{n}(P)} sont bornées en valeur absolue par {\displaystyle \epsilon }. 
En appliquant l'inégalité de Weyl, le spectre de {\displaystyle M+P} et celui de {\displaystyle M} sont proches au sens où
{\displaystyle |\lambda _{k}(M)-\lambda _{k}(M+P)|\leq \epsilon \qquad \forall k=1,\ldots ,n.}

### Inégalité de Weyl pour les valeurs singulières
Les valeurs singulières {\displaystyle \{\sigma _{k}\}} d'une matrice carrée {\displaystyle M} sont les racines carrées des valeurs propres de la matrice {\displaystyle M^{*}M} (ou de manière équivalente {\displaystyle MM^{*}} dans le cas {\displaystyle M} matrice carrée). 
Comme les matrices hermitiennes suivent l'inégalité de Weyl, si on prend une matrice {\displaystyle A} quelconque, alors ses valeurs singulières sont les racines carrées des valeurs propres de la matrice {\displaystyle A^{*}A}, qui est une matrice hermitienne. Ainsi, l'inégalité de Weyl s'applique à la matrice {\displaystyle A^{*}A} et découle donc pour les valeurs singulières de {\displaystyle A}.
Ce résultat donne une borne de la perturbation des valeurs singulières d'une matrice {\displaystyle A} après une perturbation de la matrice {\displaystyle A} elle-même.